# Thermotogota
Thermotogota) (dříve Thermotogae, též Togobacteria), jsou malý kmen termofilních a hypertermofilních bakterií, do něhož je v současnosti řazena pouze jedna čeleď (Thermotogaceae). Jejich buňky jsou obalené zvláštní membránou, a proto se v názvu kmene objevuje slovo tóga. Takto je pojmenoval mikrobiolog Karl Stetter.
Jejich metabolismus je založen na rozkladu cukrů. Různé druhy se liší v tom, jak vysoké tolerují koncentrace soli a kyslíku.

## Zástupci
K Thermotogae řadíme tyto rody:
- Fervidobacterium
- Geotoga
- Petrotoga
- Thermosipho
- Thermotoga

T. subterranea byl nalezen v 70 °C horkém, hlubokém rezervoáru ropy poblíž Paříže. Je to anaerobní bakterie, která redukuje cystin a thiosulfát na sirovodík.